# NGC 6135
NGC 6135 este o galaxie situată în constelația Dragonul. A fost descoperită în 9 iulie 1886 de către Lewis A. Swift.